# دسپینا استورچ
دسپینا استورچ یا دسپینا داویدوویچ استورچ (۱۸۹۴ یا ۱۸۹۵ – ۳۰ مارس ۱۹۱۸) یک زن یونانی عثمانی بود که گفته می‌شد در طول جنگ جهانی اول جاسوس آلمان و امپراتوری عثمانی بوده‌است. استورچ بعدها با عنوان «لذت ترکی»، «زیبایی ترکی» و «کلئوپاترای مدرن» در ادبیات جاسوسی جاودانه شد.

## اوایل زندگی و سفر
دسپینا که در استانبول در یک خانواده یونانی فاناریوت به دنیا آمد، در سن ۱۷ سالگی با پل استورچ فرانسوی ازدواج کرد. اگرچه آنها بعداً طلاق گرفتند، ازدواج قبلی آنها به دلیل خدمت پل در ارتش فرانسه در حالی که همسر سابق او مظنون به جاسوسی برای دشمنان فرانسه بود، وضعیت عجیبی را ایجاد کرد.
چندین عامل باعث شد مقامات آمریکایی مشکوک شوند که مادام استورچ جاسوس است. او به پایتخت‌های جهان سفر می‌کرد و مرتباً نام خود را تغییر می‌داد: «مثلاً در پاریس، او را با نام مادام نزی، در مادرید و لندن با نام مادام هسکت، در رم با نام مادام دیویدوویچ، در نیویورک در نقش مادام دسپینا، در واشینگتن، در نقش بارونس دوبلویل می‌شناختند. این نام خانوادگی، «بارونس دو بلویل» به این دلیل استفاده شد که تقریباً در همه جا با بارون مرموز هنری دی بیویل (یا دبلویل) در ماه‌های آخر قبل از دستگیری او همراه بود.
دسپینا استورچ به دلیل زیبایی چشمگیر، تسلط به زبان فرانسه و مهارت در رقصش، مهمان مکرر مهمانی‌ها بود. در بسیاری از مهمانی‌ها، او هیچ مشکلی در تماس با افسران نظامی که برای نیروهای متفقین و سفرای کشورهای درگیر در جنگ خدمت می‌کردند، نداشت.
دسپینا استورچ و بارون در مادرید در تماس با عوامل آلمانی مورد توجه قرار گرفتند. پس از اینکه این زوج متوجه سوء ظن شدند، به سرعت اسپانیا را به مقصد هاوانا ترک کردند.

## در ایالات متحده
آن‌ها بعداً عازم آمریکا شدند. یک زن آلمانی، خانم الیزابت شارلوت نیکس، و مردی که به نظر یک کنت فرانسوی به نام روبرت دکلارمونت بود، همراه آنها بودند.
به محض ورود به عنوان تمثیلی "یک چهار قلوی کنجکاو" از سوی وزارت دادگستری ایالات متحده به عنوان مظنون تحت نظرقرار گرفتند".
یکی از عواملی که شک وزارت دادگستری را برانگیخت این بود که او زندگی یک بانوی بسیار ثروتمند را داشت و برای اقامت در هتلی در نیویورک ماهیانه ۱۰۰۰ دلار پرداخت می‌کرد. خانم نیکس همچنین یک وام بدون توضیح ۳۰۰۰ دلاری از کنت برنستورف دریافت کرد.
مقامات بعداً یک صندوق امانات را که برای یک مادام استورچ در یکی از بانک‌های نیویورک نگهداری می‌شد، توقیف کردند. گفته می‌شود که حاوی مکاتبات مهمی با افراد سرشناس از سراسر جهان است که برخی از آنها رمزگذاری شده‌است.
در ابتدا، توطئه‌گران از بررسی دقیقی که تحت آن قرار داشتند آگاه نبودند چرا که او به محافل مرتبط با «امور اجتماعی» رفت و آمد داشت و تحسین‌کنندگان جدید و مهمی را به فهرست بلند دوستدارانش اضافه کرد.
هنگامی که بررسی دقیق برای استورچ مشخص شد، او تلاش کرد بسته‌های خود را به پاناما بفرستد، اما آنها رهگیری شدند. بارون و استورچ که متوجه خطر شده بودند، پاسپورت فرانسوی گرفتند و نقشه‌هایی برای فرار به کوبا ریختند. پس از مشخص شدن نقشه‌های فرار آنها برای وزارت دادگستری، هر چهار نفر در ۱۸ مارس ۱۹۱۸ دستگیر و به جزیره الیس فرستاده شدند. مقامات تلاش کردند پول مشکوکی که توسط چهار همدست به جا مانده بود را دنبال کنند، اما نتوانستند ثابت کنند یا رد کنند که جاسوسی صورت گرفته‌است. در نهایت بارون، استورچ و دو نفر دیگر به عنوان عناصر «نامطلوب» از ایالات متحده اخراج شدند.

### مرگ
زمانی که در جزیره الیس بودند، همه آنها بیمار شدند. در حالی که سه نفر از آنها بهبود یافتند، دسپینا استورچ در ۳۰ مارس در اثر آنچه به عنوان ذات الریه توصیف شد در سن ۲۳ سالگی درگذشت. در زمان مرگ او، مقامات معتقد بودند که او به دلایل طبیعی فوت کرده‌است، اما برخی از نشریات بعداً نشان دادند که او ممکن است یک کپسول مسموم را گاز گرفته باشد.
تشییع جنازه او در ۱ آوریل ۱۹۱۸ برگزار شد.
در تشییع جنازه او بارون هانری دی بیویل، ستایشگر وفادارش، والدینش و یک مأمور سرویس مخفی شرکت کردند. این مراسم در یک کلیسای ارتدکس یونان برگزار شد، اگرچه هیچ‌کس نتوانست هیچ مدرکی مبنی بر اینکه دسپینا استورچ مراسم‌های چه دینی را انجام می‌داد ارائه دهد.
دولت ایالات متحده توضیح والدین بارون را پذیرفت، که وفاداری آنها به فرانسه بدون هیچ شکی بود، مبنی بر اینکه پسرشان یک قربانی بی گناه است و «هر سوء ظنی که ممکن است برانگیخته شود ناشی از ارادت او به مادام استورچ است.»
با مرگ مظنون اصلی آنها، دولت ایالات متحده متوجه شد که این پرونده هرگز حل نخواهد شد، اگرچه نیویورک تایمز اعترافات ادعایی او را درست قبل از مرگش گزارش داد.